# Port lotniczy Sandefjord-Torp
Port lotniczy Sandefjord-Torp (przez linie lotnicze opisywany jako Oslo-Torp) (IATA: TRF, ICAO: ENTO) – międzynarodowy port lotniczy położony 120 km na południe od Oslo, w Sandefjord, w Norwegii. Jest drugim portem lotniczym obsługującym Oslo (po Gardermoen).
Do Polski z tego lotniska loty wykonuje Wizz Air (Gdańsk, Katowice, Lublin, Poznań, Olsztyn, Szczecin, Warszawa, Wrocław) oraz Ryanair (Gdańsk, Kraków, Poznań, Warszawa, Wrocław).

## Linie lotnicze i połączenia
| Linia lotnicza        | Kierunek |
| --------------------- | --- |
| Air Baltic            | Sezonowo: 1. Gran Canaria 2. Wilno |
| Norwegian Air Shuttle | 1. Alicante 2. Malaga Sezonowo: 1. Barcelona 2. Gran Canaria 3. Palma de Mallorca |
| Ryanair               | 1. Alicante 2. Mediolan-Bergamo 3. Gdańsk 4. Kraków 5. Londyn-Stansted 6. Malaga 7. Manchester 8. Poznań 9. Ryga 10. Warszawa-Modlin 11. Wrocław Sezonowo: 1. Dubrownik 2. Palma de Mallorca 3. Piza 4. Zagrzeb |
| SAS                   | 1. Kopenhaga |
| Sunclass Airlines     | Sezonowe czartery: 1. Gran Canaria 2. Larnaka |
| Widerøe               | 1. Bergen 2. Kopenhaga 3. Stavanger 4. Trondheim Sezonowo: 1. Florencja 2. Nicea |
| Wizz Air              | 1. Bukareszt 2. Gdańsk 3. Skopje 4. Szczecin 5. Tirana 6. Warszawa-Okęcie |

## Samolot historyczny
Na lotnisku stacjonuje historyczny samolot Douglas DC-3 Dakota z 1943, biorący dawniej udział w działaniach II wojny światowej.